# Canton de Viane
Le Canton de Viane était un canton du département du Tarn faisant partie du district de Lacaune, lors de la création des départements.
Ce canton comprenait les communes de :
- Escroux-et-Roquefère
- Espérausses
- Gijounet
- Lacaze
- Saint-Amans-de-Berlats
- Senaux-et-Pomardelle
- Viane

En l'an X, ce canton a été supprimé et rattaché au canton de Lacaune, à l'exception de Lacaze rattaché au canton de Vabre.